# Аренга малабарська
Аре́нга малабарська (Myophonus horsfieldii) — вид горобцеподібних птахів родини мухоловкових (Muscicapidae). Ендемік Індії. Вид названий на честь американського натураліста Томаса Горсфілда.

## Опис
Довжина птаха становить 25 см. Виду не притаманний статевий диморфізм. Забарвлення дорослого птаха переважно темно-синє, на лобі і плечах яскраві, блискучі сині плями. Якщо промені світла падають під кутом, решта оперення також може видаватися яскраво-синьою. Дзьоб і лапи чорні. У молодих птахів забарлення коричнювате, синя пляма на лобі відсутня.

## Поширення і екологія
Малабарські аренги мешкають в Західних Гатах і горах Сатпура, локально в Східних Гатах. Вони живуть у густому підліску вологих гірських тропічних лісах, поблизу річок і струмків. Зустрічаються на висоті до 2200 м над рівнем моря. Не мігрують, однак взимку розшируюють ареал проживання.

## Поведінка
Малабарські аренги живляться безхребетними, дрібними хребетними і ягодами. Живуть поодинці або парами. Їм притаманний гучний свист, який найчастіше можна почути на світанку. Сезон розмноження триває з березня по грудень. Гніздо чашоподібне, зроблене з моху, бамбукових корінців і трави, з широкою основою, зверху звужується. Воно розміщується між каміння на березі струмка, іноді в дуплі дерева або в покинутому житлі, на висоті 1,25 м над землею. В кладці 2-4 рожевуватих яйця, поцяткованих темними плямками. Самиця і самець насиджують яйця по черзі протягом 16-17 днів.

## Галерея

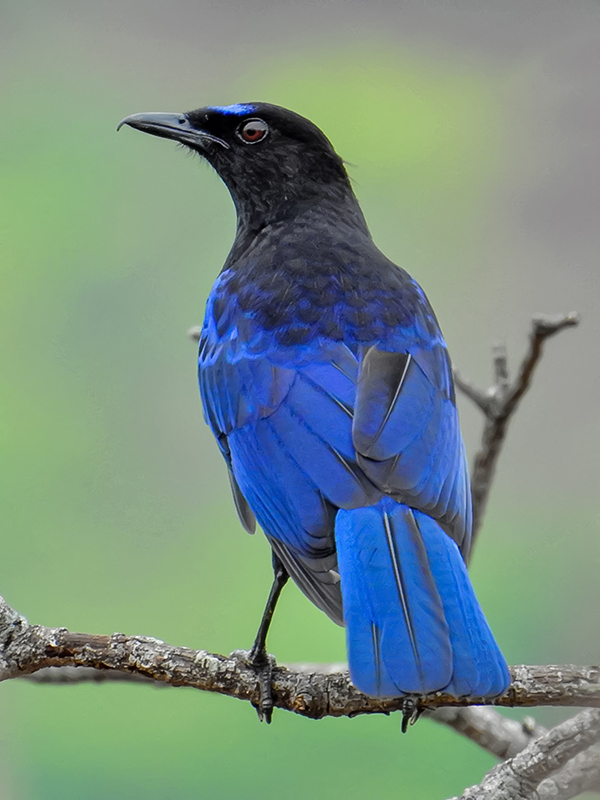
Малабарська аренга (Мангаон, Райгад, штат Махараштра)
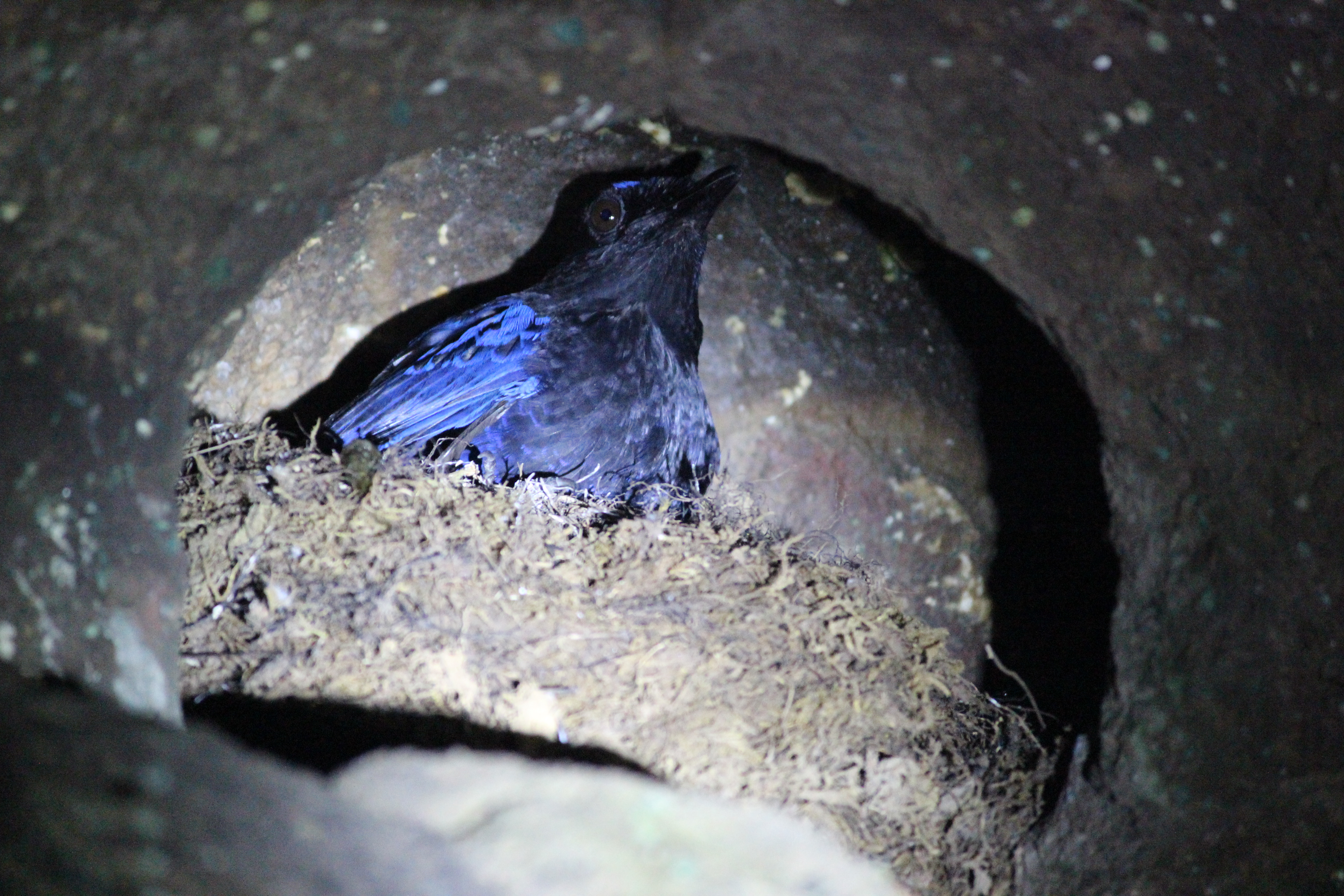
Малабарська аренга на гнізді
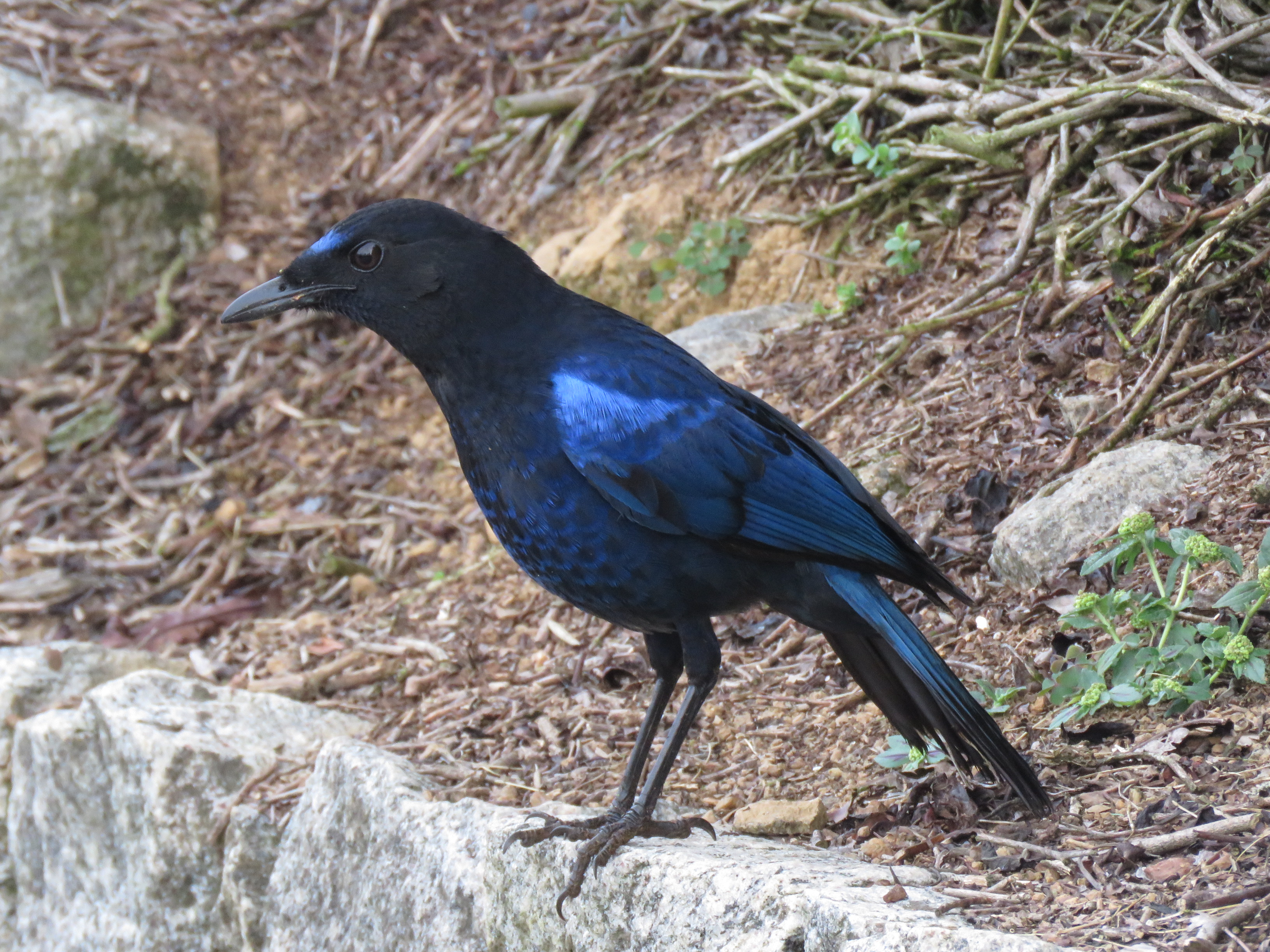
Малабарська аренга